# Anne-Marie d'Anhalt
 Anne-Marie d'Anhalt (polonais:Anna Maria Anhalcka, née à Zerbst le 13 juin 1561 décédée à Brzeg le 14 novembre 1605, princesse allemande qui règne comme douairière sur le duché d'Oława (allemand: Ohlau) en Silésie de 1602 à sa mort.

## Biographie
Anne-Marie d'Anhalt est la fille de Joachim-Ernest d'Anhalt et son épouse Agnès, fille du comte Wolfgang Ier de Barby-Mühlingen. Le 19 mai 1577 elle épouse à Brzeg le duc Joachim-Frédéric de Brzeg elle lui donne six enfants dont ses deux fils et successeurs; Jean-Christian de Brzeg et Georges-Rodolphe de Liegnitz. Devenue veuve en 1602 elle assume la régence pour ses deux fils jusqu'à sa mort. Elle avait reçu comme douaire ou Oprawa wdowia pour son veuvage la cité et le duché d'Oława en allemand Ohlau ou elle règne jusqu'en 1605.

## Sources
- Anthony Stokvis, Manuel d'histoire, de généalogie et de chronologie de tous les États du globe, depuis les temps les plus reculés jusqu'à nos jours, préf. H. F. Wijnman, Israël, 1966, chapitre VIII   « Généalogie de la Maison d'Anhalt », tableau généalogiques n° 126  et 126 (suite) p. 310-311.
- (en) & (de) Peter Truhart, Regents of Nations, K. G Saur Münich, 1984-1988  (ISBN 359810491X), Art. « Lüben, Hainau, Ohlau », p.  2452.
- (de) Europäische Stammtafeln Vittorio Klostermann, Gmbh, Francfort-sur-le-Main, 2004  (ISBN 3465032926),  Die Herzoge von Schlesien, in Liegnitz 1352-1596, und in Brieg 1532-1586 des Stammes der Piasten  Volume III Tafel 10.